# هاري شيلدز
هاري شيلدز (بالإنجليزية: Harry Shields)‏ هو عازف جاز أمريكي، ولد في 30 يونيو 1899 في نيو أورلينز في الولايات المتحدة، وتوفي بنفس المكان في 19 يناير 1971.

## وصلات خارجية
- هاري شيلدز على موقع ميوزك برينز (الإنجليزية)
- هاري شيلدز على موقع أول ميوزيك (الإنجليزية)
- هاري شيلدز على موقع ديسكوغز (الإنجليزية)